# مونا واشبورن
مونا واشبورن (انگلیسی: Mona Washbourne؛ ۲۷ نوامبر ۱۹۰۳ – ۱۵ نوامبر ۱۹۸۸) موسیقی‌دان، نوازنده و هنرپیشه اهل انگلستان بود.
مونا واشبورن در اسپارک هیل، بیرمنگام به دنیا آمد و فعالت حرفه ای خود  را به عنوان نوازنده کنسرت آغاز کرد.

## گزیده فیلم‌شناسی
از فیلم‌ها یا برنامه‌های تلویزیونی که وی در آن نقش داشته‌است می‌توان به آثار زیر اشاره کرد.
- خیانت (۱۹۵۴)
- دونکرک (۱۹۵۸)
- بیلی دروغگو (۱۹۶۳)
- بانوی زیبای من (۱۹۶۴)
- گردآورنده (۱۹۶۵)
- اگر.... (۱۹۶۸)
- بازی (۱۹۷۰)
- ای مرد خوش‌شانس! (۱۹۷۳)
- صندلی راننده (۱۹۷۴)
- پرنده آبی (۱۹۷۶)